# NGC 5202
NGC 5202 é uma galáxia espiral (Sb) localizada na direcção da constelação de Virgo. Possui uma declinação de -01° 41' 55" e uma ascensão recta de 13 horas, 32 minutos e 00,5 segundos.
A galáxia NGC 5202 foi descoberta em 12 de Abril de 1864 por Albert Marth.